# Olympische Winterspiele 2022/Biathlon – Massenstart (Männer)
Der 15-km-Massenstart der Männer im Biathlon bei den Olympischen Winterspielen 2022 fand am 18. Februar 2022 um 17:00 Uhr Ortszeit (10:00 Uhr MEZ) statt. Austragungsort war das Nordische Ski- und Biathlonzentrum Guyangshu. Es war der finale Biathlonwettkampf dieser Olympischen Spiele.
Im Anschluss an das Rennen fand im Stadion eine kurze Zeremonie statt. Dabei erhielten die Athleten auf dem Podest das Maskottchen Bing Dwen Dwen durch Olle Dahlin. Der Schwede ist Präsident des Weltverbandes IBU. Die Medaillenvergabe fand einen Tag später am Abend auf der sogenannten Medals Plaza in Zhangjiakou statt. Die Medaillen überreichte der Ugander William Blick als Mitglied des Internationalen Olympischen Komitees. Begleitet wurde er dabei von Jiří Hamza aus Tschechien, Vizepräsident der IBU. Dieser übergab die Blumen an die Medaillengewinner. Danach wurde mit Ja, vi elsker dette landet die norwegische Nationalhymne zu Ehren des Siegers gespielt.

## Wettkampfbeschreibung
Beim Massenstart über 15 km gingen 30 Athleten gleichzeitig ins Rennen. Diese stellten sich in zehn Reihen zu drei Athleten auf. Sie liefen fünf gleich lange Runden, nach den ersten vier Runden liefen sie jeweils einmal den Schießstand an. Geschossen wurde in der Reihenfolge liegend/liegend/stehend/stehend. Für jede nicht getroffene Scheibe musste der Athlet eine Strafrunde von 150 m Länge absolvieren. Für die Qualifikation des Massenstartrennens galten die gleichen Qualifikationskriterien wie bei Biathlon-Weltmeisterschaften. Mit Startnummern 1–3 gingen die Goldmedaillengewinner der vorherigen Einzelwettkämpfe ins Rennen, mit Startnummern 4–6 die Silber- und mit 7–9 die Bronzemedaillengewinner. Außerdem erhielten die 15 besten Athleten der Gesamtwertung des laufenden Biathlon-Weltcups ein Startrecht. Die Anzahl der restlichen Startplätze orientierte sich daran, wie viele Athleten in den vorangegangenen Wettkämpfen mehr als eine Medaille gewonnen hatten und so einer oder mehrere Startplätze der ersten neun Athleten nicht besetzt wurden, die nachfolgenden Athleten rückten dann automatisch mit ihrer Startnummer auf. Die mindestens sechs übrigen Startplätze wurden an die Athleten vergeben, die nach dem Punktesystem des Biathlon-Weltcups die meisten Punkte in den vorangegangenen Rennen gewonnen hatten. Ein persönliches Startrecht für den Massenstartsieger des Vorjahres wie bei den Weltmeisterschaften gab es nicht.
Totalanstieg: 560 m, Maximalanstieg: 21 m, Höhenunterschied: 52 m 
 30 Teilnehmer aus 13 Ländern, 30 in der Wertung.

## Ergebnisse
| Rang | #  | Athlet                     | Nation      | Zeit (min) | Strafrunden (L+S) | Defizit (min) |
| ---- | -- | -------------------------- | ----------- | ---------- | ----------------- | ------------- |
| 1    | 2  | Johannes Thingnes Bø       | Norwegen    | 38:14,4    | 4 (1+0+1+2)       |               |
| 2    | 18 | Martin Ponsiluoma          | Schweden    | 38:54,7    | 2 (1+0+0+1)       | +0:40,3       |
| 3    | 8  | Vetle Sjåstad Christiansen | Norwegen    | 39:26,9    | 3 (2+0+1+0)       | +1:12,5       |
| 4    | 1  | Quentin Fillon Maillet     | Frankreich  | 39:40,0    | 5 (1+1+0+3)       | +1:25,6       |
| 5    | 23 | Dominik Windisch           | Italien     | 39:52,8    | 3 (0+2+1+0)       | +1:38,4       |
| 6    | 9  | Sturla Holm Lægreid        | Norwegen    | 40:00,5    | 5 (1+2+1+1)       | +1:46,1       |
| 7    | 26 | Simon Eder                 | Österreich  | 40:10,8    | 2 (2+0+0+0)       | +1:56,4       |
| 8    | 12 | Benedikt Doll              | Deutschland | 40:45,8    | 6 (0+0+2+4)       | +2:31,4       |
| 9    | 14 | Tero Seppälä               | Finnland    | 40:47,1    | 5 (1+0+2+2)       | +2:32,7       |
| 10   | 15 | Johannes Kühn              | Deutschland | 40:52,7    | 5 (1+0+2+2)       | +2:38,3       |
| 11   | 7  | Sebastian Samuelsson       | Schweden    | 41:01,0    | 4 (0+0+1+3)       | +2:46,6       |
| 12   | 4  | Tarjei Bø                  | Norwegen    | 41:01,8    | 4 (0+1+2+1)       | +2:47,4       |
| 13   | 25 | Christian Gow              | Kanada      | 41:02,5    | 3 (0+0+0+3)       | +2:48,1       |
| 14   | 17 | Roman Rees                 | Deutschland | 41:05,2    | 3 (0+0+1+2)       | +2:50,8       |
| 15   | 10 | Alexander Loginow          | ROC         | 41:06,2    | 7 (2+0+2+3)       | +2:51,8       |
| 16   | 11 | Simon Desthieux            | Frankreich  | 41:11,4    | 5 (1+2+1+1)       | +2:57,0       |
| 17   | 3  | Anton Smolski              | Belarus     | 41:22,3    | 4 (1+1+0+2)       | +3:07,9       |
| 18   | 29 | Jules Burnotte             | Kanada      | 41:35,0    | 5 (2+1+1+1)       | +3:20,6       |
| 19   | 5  | Eduard Latypow             | ROC         | 41:35,4    | 7 (1+3+1+2)       | +3:21,0       |
| 20   | 16 | Maxim Zwetkow              | ROC         | 41:37,7    | 6 (1+1+2+2)       | +3:23,3       |
| 21   | 28 | Michal Krčmář              | Tschechien  | 41:54,9    | 5 (0+1+1+3)       | +3:40,5       |
| 22   | 6  | Émilien Jacquelin          | Frankreich  | 42:08,7    | 5 (2+1+0+2)       | +3:54,3       |
| 23   | 27 | Philipp Nawrath            | Deutschland | 42:10,1    | 7 (0+0+3+4)       | +3:55,7       |
| 24   | 20 | Dmytro Pidrutschnyj        | Ukraine     | 42:16,2    | 7 (0+3+2+2)       | +4:01,8       |
| 25   | 21 | Scott Gow                  | Kanada      | 42:17,6    | 7 (0+4+2+1)       | +4:03,2       |
| 26   | 13 | Fabien Claude              | Frankreich  | 42:49,8    | 5 (1+2+1+1)       | +4:35,4       |
| 27   | 19 | Lukas Hofer                | Italien     | 42:58,8    | 6 (1+1+2+2)       | +4:44,4       |
| 28   | 24 | Artem Pryma                | Ukraine     | 43:12,6    | 7 (2+1+3+1)       | +4:58,2       |
| 29   | 22 | Felix Leitner              | Österreich  | 43:37,9    | 7 (2+1+2+2)       | +5:23,5       |
| 30   | 30 | Cheng Fangming             | China       | 44:26,8    | 4 (4+0+0+0)       | +6:12,4       |